# Oedingen (Lennestadt)
Das Dorf Oedingen ist ein Ortsteil der Gemeinde Stadt Lennestadt im Kreis Olpe (Nordrhein-Westfalen). Mit seinen 1036 Einwohnern Ende Juni 2020 zählt es zu den mittelgroßen Orten der Region, wobei der Bewohneranteil der Senioren mit 19,0 % über dem Anteil des Stadtgebiets (= 17,4) % liegt. Im Jahr 1000 wurde Oedingen zum ersten Mal in einer Urkunde, die Kaiser Otto III ausstellen ließ, erwähnt.
Von 1962 bis 2002 gab es in unmittelbarer Nähe der dörflichen Bebauung die Sauerlandkaserne als Stützpunkt der Luftwaffe.
Die Postanschrift lautet heute 57368 Lennestadt, von 1962 bis 1993 594 Lennestadt 13 oder 5940 Lennestadt-Oedingen. Davor gehört Oedingen im 1941 eingeführten System zum Postleitgebiet 21 (Westfalen) bzw. 21b (Südwestfalen). Die Ortsvorwahl des Telefons ist 02725, die sich die Einwohner nur noch mit den Nachbarn im etwas kleineren Bracht (Schmallenberg) und Burbecke (ebenfalls Lennestadt) teilen müssen. Folglich sind dreistellige Telefonnummern noch weit verbreitet.

## Geschichte

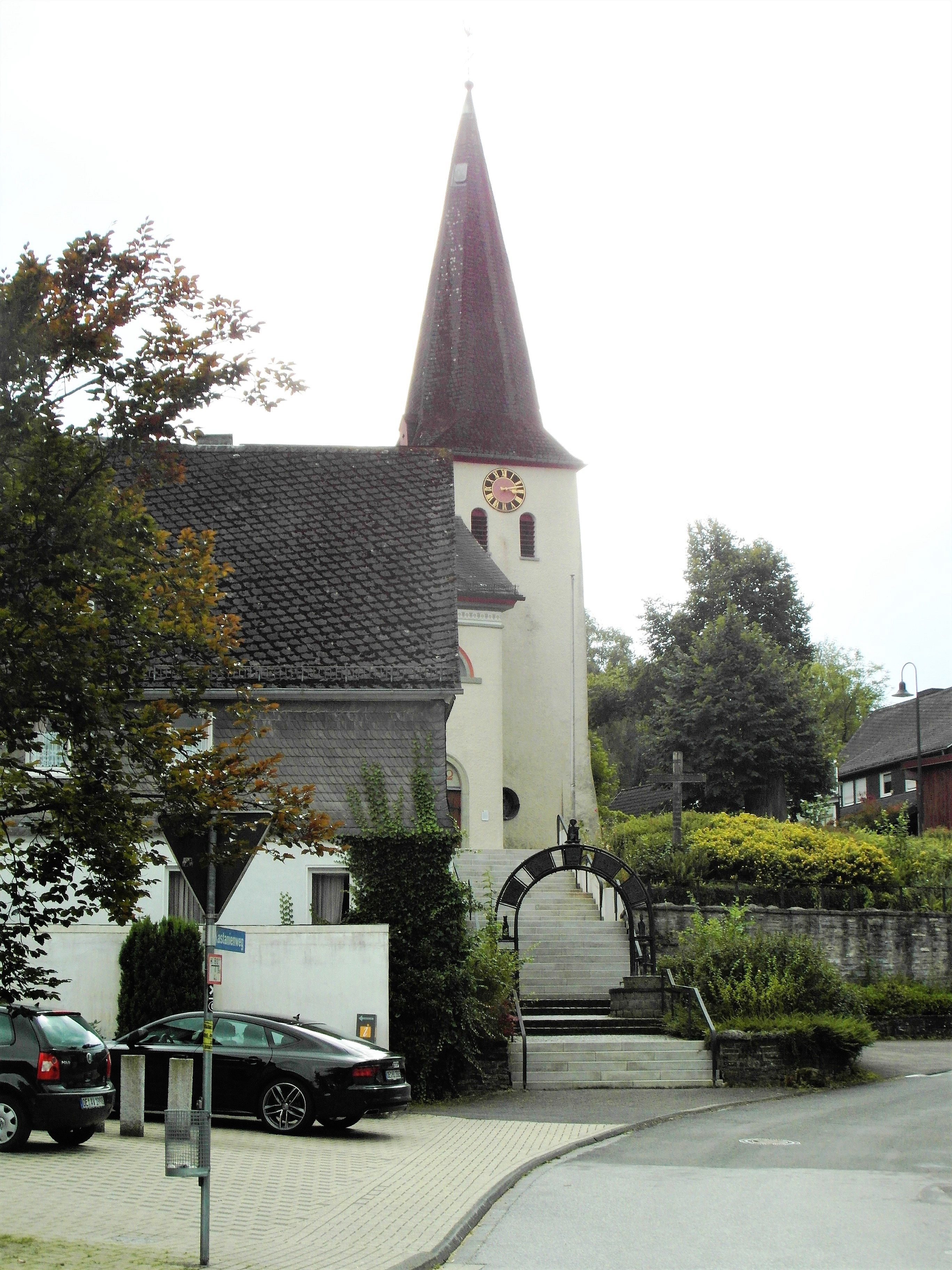
Ortsmitte Oedingen, Blick auf St. Burchard

Ausschnitt aus der Übersichtskarte Urkataster von 1831

Belege, die auf eine Existenz von Oedingen hindeuten, gehen zurück bis zum Jahr 1000 (beispielhaft seien genannt: 1000 in loco Odingi, 1175: in Odinge, 1202: Teodericus de Odenege, 1210: Tidericus et filii eiusde Odincge, 1325: ecclesie in Odingen u. a.). Die Nachsilbe „-ing“ (bzw. „-ingi“) deutet auf eine Stellenbezeichnung hin, die später zu einem Ortsnamen wurde. Durch Anknüpfung an das althochdeutsche „-odi“ (leer, verlassen, Einöde) könnte eine Deutung für den Ort als „abgelegene Stelle“ in Betracht kommen.
Durch das Freigericht Oedingen, die Kirchspielgemeinde und später die politische Gemeinde Oedingen waren die Orte Oedingen, Oedingerberg, Brenschede und Haus Valbert in ihrer Geschichte eng miteinander verbunden. Die Abfolge der Geschichte wird daher für die Ortsteile gemeinsam dargestellt.

### Dorfgeschichte
- 9./10. Jahrhundert: In karolingisch-ottonischer Zeit befand sich auf dem Oedingerberg das Damenstift Oedingen. Es wurde nach den Quellen zur Oedinger Chronik in den Wällen einer Burganlage (Wallburg) errichtet.
- 1144: In einem Eigengüterverzeichnis des Sifrid von Boyneburg wird eine curia in Odinge (= Haupt- bzw. Oberhof in Oedingen) erwähnt. Dies wird als Beleg dafür gewertet, dass Oedingen ursprünglich in pfalzgräflichem Besitz war und damit eine andere Besitzgeschichte hatte als das Stift auf dem Oedingerberg, dessen Geschichte mit den Grafen von Werl/Arnsberg verknüpft war. Erst um das Jahr 1200 gelangte der Graf von Werl/Arnsberg in den Besitz Oedinger Höfe.
- 1192: Kaiser Heinrich VI. verzichtet bei einem Tausch mit dem Paderborner Bischof Bernhard II auf ein Gut in Oedingen im Tal.
- 1279: Gutsherr Dietrich Rump bezeichnet sich bei einem Tausch von Wachszinsigen als Vogt der Pfarrkirche von Oedingen (Beleg für das hohe Alter der Kirche). Die kirchlichen Vögte vertraten die Kirchen in weltlichen Angelegenheiten (z. B. vor Gericht) und sorgten für den bewaffneten Schutz der Kirchengüter.
- 1294: Erstmalige Nennung von Varenbert, Haus Valbert. Belege deuten darauf hin, dass Haus Valbert ein eigenständiger Adelssitz war.
- 1476: Der letzte der Vögte „derer von Oedingen“ (stammten aus der Familie von Brochusen mit Stammsitz in Bruchhausen bei Arnsberg) überträgt all seine Güter (sechs Oedinger Höfe) dem Kloster Grafschaft.
- 1625: Erwähnung einer Schule in Oedingen – das frühzeitliche Schulwesen war eng mit der Kirche verbunden.
- 1685: In Oedingen sind nach einer Kopfschatzliste (diente der Eintreibung der Türkensteuer) 75 Personen erfasst (ohne Kinder unter 12 Jahren).[3] Aus den Personenbezeichnungen geht hervor, dass es sich neben den Ehepaaren bei einem Großteil der Personen um Knechte, Mägde, Pferdejungen und Kuhmädchen handelte.
- 1802/19: Die Beendigung der geistlichen Herrschaft 1802 im Zuge der Säkularisation führt auch im lokalen Bereich zu einigen Neuerungen. Unter preußischer Herrschaft wird Oedingen 1817 zunächst dem neu gebildeten Kreis Arnsberg zugeordnet. Bereits zwei Jahre später wird Meschede neuer Kreisort.
- 1821: Tod des letzten Richters, FJ. Beckers v. Oedingen. Ende des Freigerichts Oedingen
- 1825: Die Minden-Koblenzer Heerstraße ist von Meschede bis Grevenbrück fertiggestellt (heute Teilstück der B55). Bereits 1818 wird ein Barrierehaus (Zollstation) an dieser Straße genannt.
- 1828/31: Bau eines neuen Schulgebäudes (jetzt Pfarrheim) durch Pfarrer Ritter
- 1830: Landvermessung, Fassung des Urkatasters von Oedingen
- 1960/62: Bau der Bundeswehrkaserne

Am 1. Juli 1969 wurde Oedingen durch das Gesetz zur Neugliederung des Landkreises Olpe in die neue Stadt Lennestadt eingegliedert. Dabei wechselte Oedingen vom Landkreis Meschede in den Landkreis Olpe (ab dem 1. Oktober 1969 Kreis Olpe). Ursprünglich hatten sich Vertreter der Gemeinde für eine Zusammenlegung mit den übrigens Gemeinden des ehemaligen Amtes Serkenrode und der Gemeinde Heggen zur neuen Großgemeinde Finnentrop ausgesprochen, schließlich wurde aus der Gemeinde Oedingen aber nur der Ortsteil Schöndelt nach Finnentrop eingemeindet.
Die geschichtlichen Ereignisse in Oedingen zur Zeit des Nationalsozialismus sind unter Lennestadt#Zeit des Nationalsozialismus dargestellt; die Ausführungen können sinngemäß als zutreffend für sämtliche Ortschaften im Bereich der heutigen Stadt Lennestadt angesehen werden.

### Religion
- 18. Mai 1000: Kaiser Otto III. nimmt das Stift auf dem Oedingerberg, gegründet von Gräfin Gerberga zu Werl unter seinen besonderen Schutz.
- nach 1000: Der Historiker Wolf datiert die Errichtung einer Pfarrkirche im Tal durch die Pfalzgrafen auf die Zeit kurz nach der Jahrtausendwende. Zu dieser Zeit wird für das Tal bereits von der Existenz eines Friedhofs berichtet, dem üblicherweise eine Kirche zugehörte. Die Benennung eines Schutzheiligen erfolgte vielfach nur wenige Jahre nach dessen Tod bzw. Heiligsprechung; der Schutzheilige der Oedinger Kirche St. Burchardus wurde im Jahr 984/90 heiliggesprochen. Zwischen dem Stift auf dem Oedingerberg und der Gründung der Kirche im Tal lassen sich keine Zusammenhänge belegen.
- 1292: Die Nennung der Oedinger Kirche als Pfarrkirche ist zu dieser Zeit bereits im Westfälischen Urkundenbuch nachgewiesen, wogegen im „liber valoris“ (Verzeichnis sämtlicher Pfarrkirchen der Erzdiözese Köln um 1300) die Kirche lediglich als „Capella“ bezeichnet wird. Wenngleich der Kirche in Oedingen wohl nie offiziell der Titel Pfarrkirche verliehen wurde, geht der Historiker Wolf in der Oedinger Chronik davon aus, dass sie durch die normative Kraft des Faktischen stets im Besitz der Pfarrrechte war.
- 1538: Aufhebung des Stiftes auf dem Oedingerberg nach dessen wirtschaftlichem Niedergang durch den Kölner Erzbischof Hermann von Wied
- 1553: Nennung der Kapelle St. Martin in Brenschede im Verzeichnis der Pfarrgemeinden des damaligen Dekanats Meschede
- 1567: Stiftung der Vicarie St. Johannes Baptist auf dem Oedingerberg zur Aufrechterhaltung des Gottesdienstes der Kirche St. Johannes Baptist
- 1601: Der Kölner Erzbischof Ernst von Bayern schenkt die Vicarie dem Kloster Odacker bei Hirschberg.
- 1670: Am Sonntag Laetare stürzt die Kirche St. Johannes auf dem Oedingerberg ein.
- 1716: Bau der Kapelle auf dem Oedingerberg durch die Bewohner des Berges
- 1767: Errichtung einer neuen Vicarie St. Antoni Albertis auf dem Oedingerberg durch Canonicus Antonius Vogt, Leckmart (Vogtsche Stiftung). Die Gottesdienste haben dem Anschein nach in der 1716 errichteten Kapelle stattgefunden. Über die Beendigung der Vicarie gibt es keine Angaben.
- 1801: Schöndelt, Obervalbert, Haus Valbert, Wiebelhausen und Nocken in Brenschede werden zur Pfarrei Oedingen umgepfarrt.
- 1821: Die zum Erzbistum Köln gehörende Pfarrgemeinde Oedingen wird wie alle Gemeinden des kurkölnischen Sauerlandes dem Bistum Paderborn zugeteilt.
- 1832: Bau der jetzigen Pfarrkirche durch Pfarrer Ritter (s. Folgeabschnitt „St. Burchard Oedingen“)

Im Rahmen der 1000-Jahr-Feier von Oedingen wurde am Aufgang zur Pfarrkirche eine Zeittafel angebracht; die Bronzetafeln stellen wichtige Ereignisse der Dorfgeschichte dar. Die Zeittafel wurde von Pater Jahn vom Kloster und Gymnasium Maria Königin entworfen (siehe auch Bildergalerie im Folgeabschnitt).

### Ortsentwicklung
Das wirtschaftliche Umfeld von Oedingen wurde bis Mitte des 19. Jahrhunderts von der Landwirtschaft geprägt. Ein Wandel setzte mit der Verbesserung der Verkehrswege ein. Zu erwähnen sind insbesondere die Fertigstellung der durch Oedingen verlaufenden Minden – Koblenzer – Heeresstraße (heute Bundesstraße 55) im Jahr 1825 und die Öffnung der Ruhr-Sieg-Strecke im Jahr 1861 mit einer Bahnstation in Grevenbrück. Im Zuge dieser Entwicklung entstanden z. B. im Jahr 1864 die Firma Schröder (Schrödersche Uhren), aus der später die Firma Klein & Biermann hervorging, sowie im Jahr 1867 die Firma Schauerte (später Stöcker), die Karbid-Grubenlampen für den Bergbau herstellte. Außer bei den ortsansässigen Kleinbetrieben bot ab 1850 der Schwefelkiesabbau in Meggen und Halberbracht Beschäftigungsmöglichkeiten.
Trotz der erwähnten positiven Aspekte breitete sich in Teilen der Bevölkerung bittere Armut aus. Gründe waren u. a. der Niedergang alter Handwerke wie z. B. der Leineweberei und magere landwirtschaftliche Erträge wegen mehrerer Missernten. Die Zahl der Oedinger, die wegen der Perspektivlosigkeit in dem Zeitraum 1840 bis etwa 1880 nach Amerika auswanderten, wird mit über 150 beziffert.
Wenngleich der Bergbau 1992 und die erst 1962 eröffnete Sauerlandkaserne im Jahre 2002 geschlossen wurde, konnte der Verlust an Arbeitsplätzen durch eine Vielzahl neuer Betriebe in der näheren Umgebung von Oedingen in den Bereichen Metallver- und -bearbeitung sowie Maschinenbau aufgefangen werden. In Oedingen selbst befindet sich eine Betriebsstätte eines überregional bekannten Unternehmens für Spezialmaschinen und Biegetechnik.
Das Vereinswesen ist mit 16 Vereinen ausgeprägt, neben den traditionellen Bereichen (Schützenwesen, Gesang, Musik u. Sport) werden auch der Tauben-, Motor- und Tanzsport gepflegt.
Für die Verwirklichung örtlicher Belange und Erforschung der Ortsgeschichte sind die Arbeitsgemeinschaft (ARGE) Oedingen e. V. (hervorgegangen aus der Arbeitsgemeinschaft 1000 Jahre Oedingen e. V.) und der Wander- und Karnevalsverein Oedingen e. V. im Rahmen eines Ortsentwicklungsplanes zuständig. Abgeschlossene Maßnahmen aus jüngerer Zeit sind die Neugestaltung der Ortsmitte (begrünte Ruhezonen, Spielplätze und Aushangtafel u. a.) sowie die Ausgestaltung eines „Historischen Wanderweges“. Der Wanderweg führt über 9 Kilometer und umfasst 15 Haltepunkte mit Erklärungs- bzw. Dokumentationstafeln. Wichtige „Stationen“ sind u. a. der Lintloe-Brunnen (siehe Beitrag Haus Valbert), der Zeitbrunnen an der kath. Kirche St. Burchard sowie das Kirchengebäude, die Kapelle St. Johannes am Oedingerberg, die Andachtsstätte Madonna der Straße (früher: Heiligenhäuschen im Brömmeken) und das Projekt „Fabris Wiese“. Bei „Fabris Wiese“ handelt es sich um einen unter dem Motto „Bespielbare Landschaft“ geschaffenen Freizeitpark mit Wiese, Naturbachlauf, Teich, Baumhaus, Lagerfeuerplatz, Brunnen und Seilbahn u. a. Die Anfang Juni 2011 eröffnete Parkanlage fand auch überregional viel Beachtung,

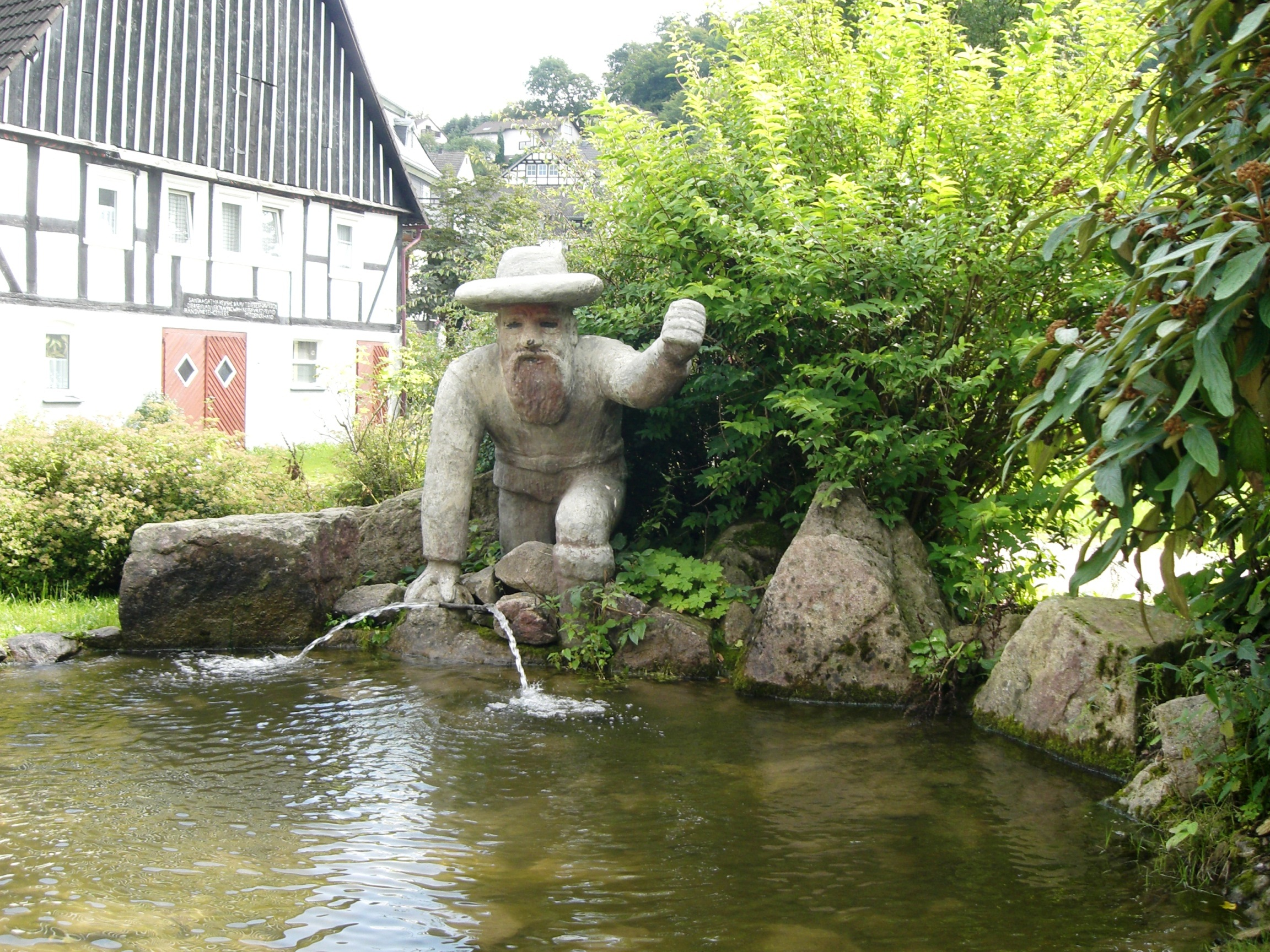
Lintloe-Brunnen in Oedingen
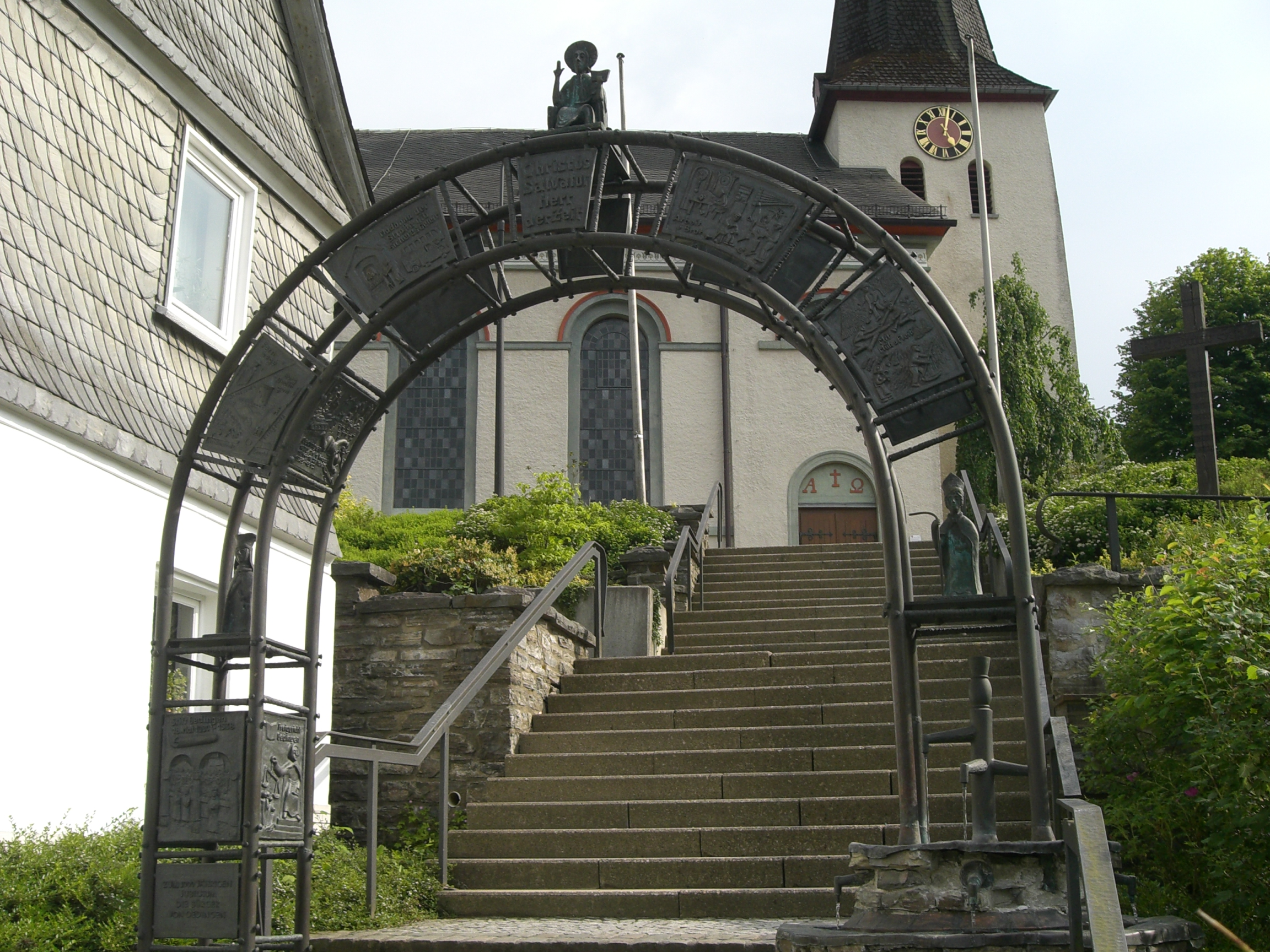
Zeitbrunnen an der Kirche St. Burchardus
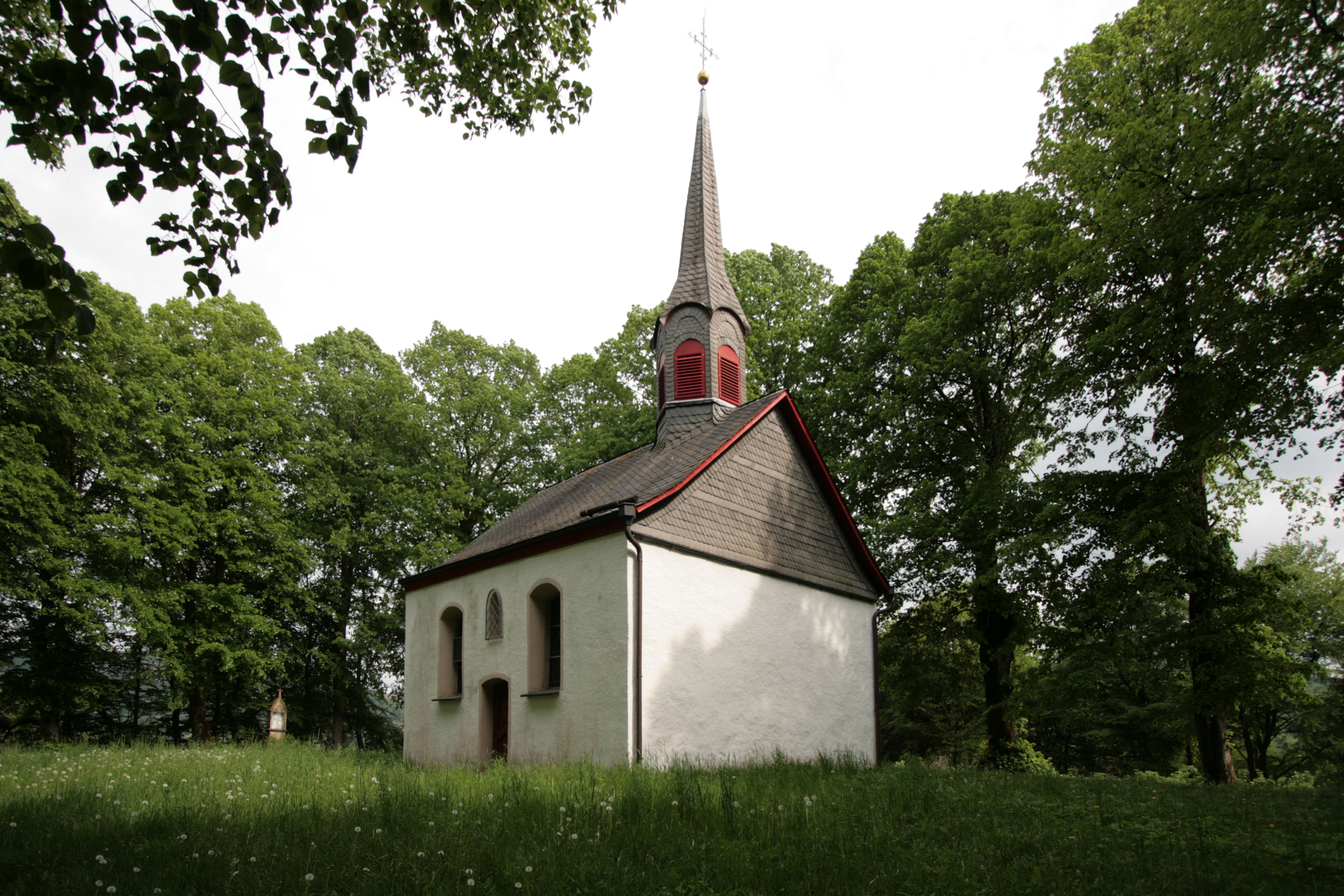
St. Johannes Kapelle auf dem Oedingerberg
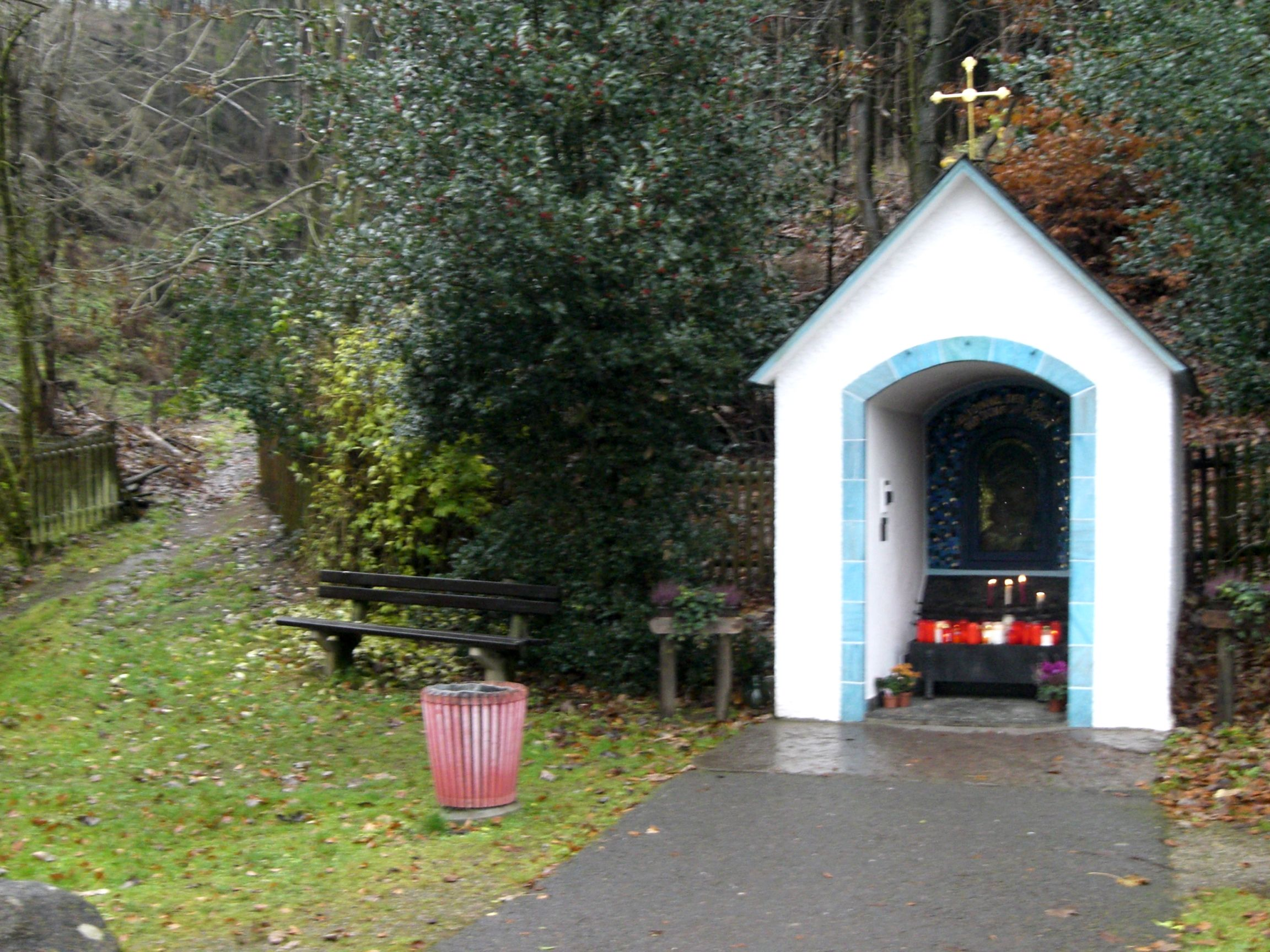
Andachtsstätte Madonna der Straße (Früher Heiligenhäuschen Brömmeken)
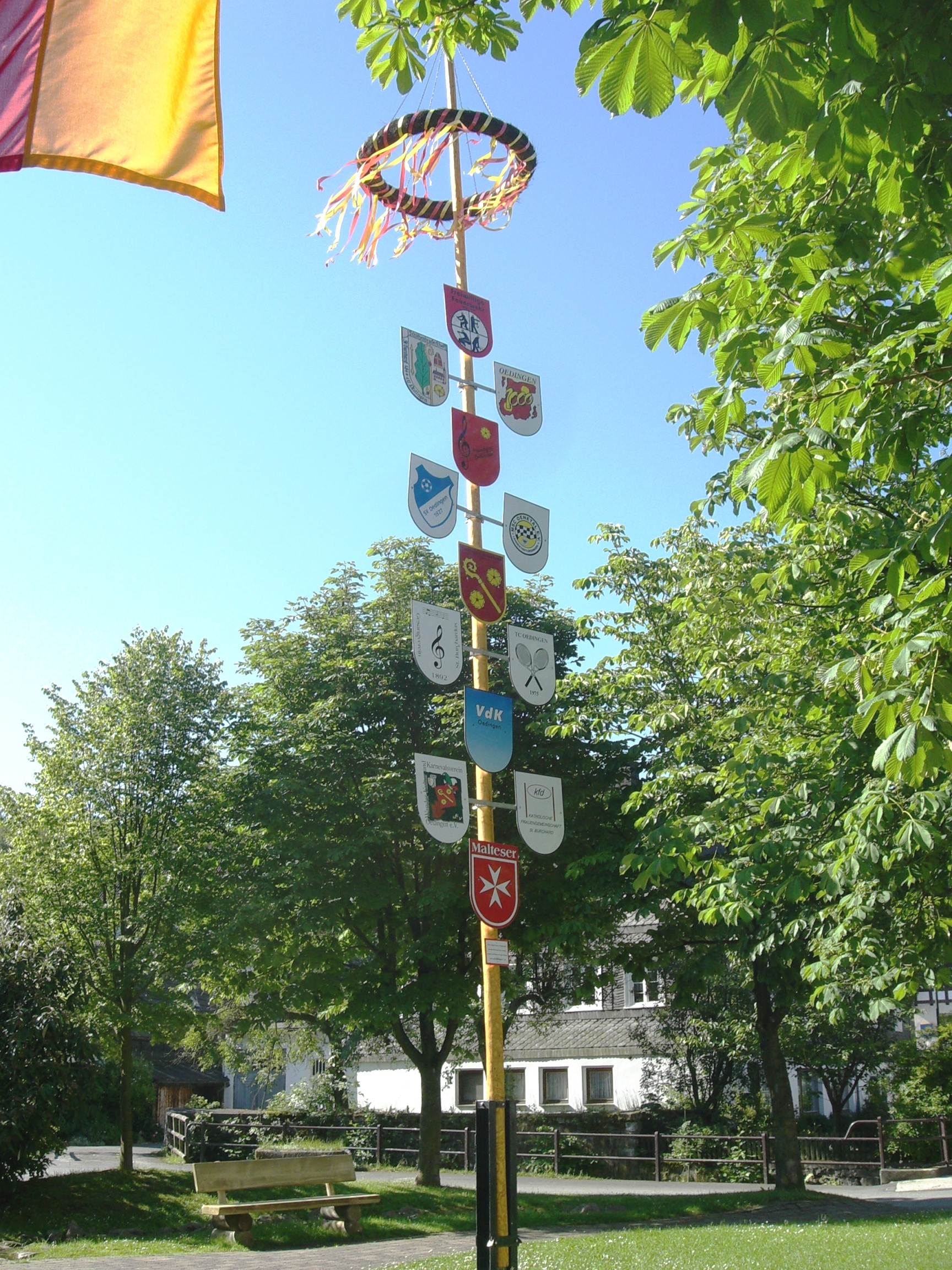
Vereinsbaum Dorfplatz Oedingen
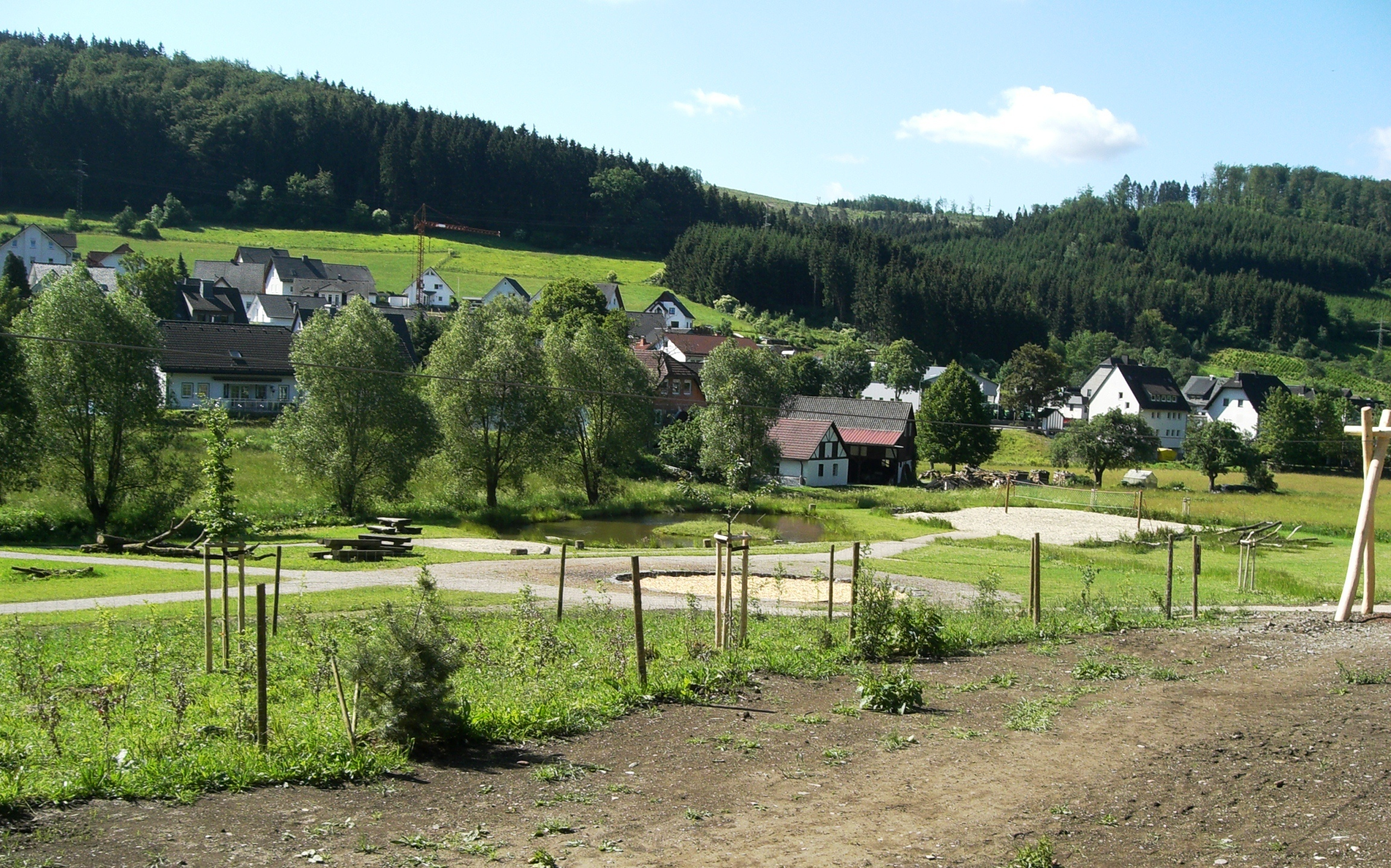
Parklandschaft Fabris Wiese

## Kirche St. Burchard Oedingen
→ siehe auch Hauptartikel:St. Burchard (Oedingen)
Die heutige Kirche wurde 1832 unter dem damaligen Pfarrer Ritter erbaut, nachdem die Vorgängerkirche wegen Baufälligkeit abgerissen werden musste. Die neue Kirche wurde als stattliche spätklassizistische Saalkirche, mit gut gegliedertem siebenachsigem Ausbau, großen Rundbogenfenstern und Archivolten sowie mit zwei Reihen dorischer Säulen erbaut, auf denen die Deckenbalken ruhen. Der Baustil verrät einen Architekten, der auf der Höhe seiner Zeit liegt. Das Baumaterial wurde von der abgerissenen Kirche des Klosters Grafschaft beschafft.
Nur zwei weitere katholische Kirchen in Westfalen sind nach ähnlichem Muster erbaut worden. Der romanische Turm der alten Kirche aus dem 11. Jahrhundert blieb erhalten. Die Orgel mit 16 Registern aus dem Jahre 1894 wurde von der Orgelbaufirma Stockmann aus Werl erbaut und am 20. Januar 1895 eingeweiht. Im hinteren Teil der Kirche neben dem Eingang hängt die Kopie einer gotischen Statue um 1520 des Hl. Jakobus d. Ä. von dem Künstler Petrus Kolshusen. Das Original befindet sich im Diözesanmuseum Paderborn.
Die umfangreiche Renovierung der Kirche in den Jahren 2016–2017 umfasste hauptsächlich folgende Bereiche: Neuanstrich des Kircheninneren, Überarbeitung der Kirchenbänke, Erneuerung der Heizungsanlage, Neugestaltung des Chor- und Altarraumes, Sanierung der Orgel, Erneuerung der Elektroanlage, Überprüfung und Reparatur des Geläuts und Erneuerung des Treppenaufgangs zur Kirche. Die Kosten der gesamten Maßnahme werden mit rd. 560.000 Euro veranschlagt.

## Kommunale Neugliederung
Zur Gemeinde Oedingen gehören die Siedlungsflecken oder Gehöfte Brenschede, Oedingermühle, Haus Valbert, Obervalbert und Oedingerberg. Bis zur kommunalen Neugliederung der Regionen Sauerland und Paderborn im Jahre 1969 war Oedingen Bestandteil des Amtes Serkenrode im Kreis Meschede und umfasste zusätzlich noch Schwartmecke, Glamke, Leckmart, Schöndelt, Permecke, Elsmecke und Wiebelhausen.
Die Gründung der Stadt Lennestadt im Jahre 1969 hatte zur Folge, dass sich die Amts- und Schulwege änderten – oft mit Erleichterungen, da der Neuzuschnitt der Gemeinden nach Tälern erfolgte. So besuchen Schüler seither nicht mehr die Realschule in Eslohe, sondern die in Grevenbrück, anstelle des Gymnasiums in Schmallenberg wird eine der Schulen in Altenhundem gewählt, wo sich auch das Rathaus befindet. Gleichzeitig wurde eine gewisse Eigenständigkeit aufgegeben, die dazu führte, dass die just neu errichtete Hauptschule zur Grundschule degradiert wurde und somit der Besuch einer weiterführenden Schule, vormals durch die Volksschule gewährleistet, am Ort nicht mehr möglich war.

## Persönlichkeiten
- Karl Joseph Kardinal Schulte (1871–1941): Der spätere Bischof von Paderborn und Erzbischof von Köln wurde am 14. September 1871 im Haus Valbert bei Oedingen geboren.
- Josef Arens (1901–1979): Maler und Grafiker. Wurde am 4. April 1901 in Oedingen geboren. Schuf auch viele Bücher und Mappenwerke. War ein Schüler von Wolfgang Zeller in München. 1931 Mitbegründer der Gelsenkirchener Künstlersiedlung „Halfmannshof“, wo er bis 1943 lebte. Danach wohnte er bis zu seinem Tod in Unkel. Als Andenken ist ihm in den Unkeler Rheinuferanlagen der „Josef-Arens-Stein“ gewidmet.